# 자니 카슨 쇼
《자니 카슨 쇼》는 미국에서 1955-56년도에 방영되었던 30분짜리 프라임 타임 텔레비전 버라이어티 쇼이다. 코미디언 자니 카슨이 진행했다.
그 전까지 자니 카슨은 로스앤젤레스의 지역 텔레비전 방송국의 프로그램 《레드 스켈튼 쇼》(The Red Skelton Show)의 작가로 일하고 있었다. 레드 스켈튼이 쇼 리허설 도중 부상을 당하자 자니 카슨이 대타로 나서 쇼를 진행하였다. 자니 카슨의 진행이 너무나도 훌륭했기 때문에 CBS가 프라임 타임 버라이어티 프로그램으로서 《자니 카슨 쇼》를 만들었다.
당시, 자니 카슨 쇼는 코미디, 음악, 댄스, 촌극, 1인극이 함께 어우러진 전형적인 쇼였다.
이 쇼는 뉴욕 시에 있는 CBS 스튜디오 52(스튜디오 54 항목 참조)에서 제작되었다.
1955년-56년도에 방영되었던 이 쇼는 자니 카슨의 유명한 쇼인 《The Tonight Show Starring Johnny Carson》 (1962년-1992년)의 전편 격이 되었다. 이 쇼는 《The Tonight Show Starring Johnny Carson》 쇼에서 자니 카슨과 그의 Mighty Carson Art Players들이 공연할 촌극들의 초기작 역할을 하였다.  하지만, 이 쇼에 대한 시청률은 맥없이 주저앉았고 오래지 않아 이 쇼는 종영하였다.
1978년 《뉴요커》 잡지의 케네스 타이넌(Kenneth Tynan)은 자니 카슨에 대한 인물 소개 기사에서 이 쇼를 다음과 같이 기술하였다: "자니 카슨 쇼는 방송 시간 30분짜리 프로그램으로서, 7명의 감독, 8명의 작가가 참가한 프로그램이었다. 1956년 봄 종영되기 전까지 39주간 활력을 점점 잃어간 프로그램이었다.  " 카슨은 이후 낮시간대의 게임 쇼 《Who Do You Trust?》 (1957년-62년)에 출연하였다. 마침내, 1962년 NBC가 《The Tonight Show》의 진행자로 - 잭 파(Jack Paar) 후임으로 그를 데려갔다.
《자니 카슨 쇼》 시리즈 중 10개의 에피소드가 샤우트 팩토리 사에 의해 2007년 DVD로발매되었다. 자니 카슨의 두 번째 아내였던 조앤 카슨이 벽장에서 발견해 발매한 것이었다. 조앤 카슨은 이 키네스코프 레코딩들이 카슨이 쇼 에피소드 중 가장 좋아했던 것만 손수 골라 그녀에게 구애용 선물로 준 것이라고 전하였다.
쇼의 주제곡은 제롬 컨이 작곡하고 도로시 필즈가 가사를 붙인 〈Pick Yourself Up〉이었다.